# Menda (köping)
Menda (kinesiska: 门达, 门达镇) är en köping i Kina. Den ligger i den autonoma regionen Inre Mongoliet, i den norra delen av landet, omkring 990 kilometer öster om regionhuvudstaden Hohhot. Antalet invånare är 25637. Befolkningen består av 12 569 kvinnor och 13 068 män. Barn under 15 år utgör 18,0 %, vuxna 15-64 år 74 %, och äldre över 65 år 6,0 %.
Genomsnittlig årsnederbörd är 699 millimeter. Den regnigaste månaden är juli, med i genomsnitt 149 mm nederbörd, och den torraste är januari, med 6 mm nederbörd.